# Robert Jarni
Robert Jarni (Čakovec, 26 de octubre de 1968) es un exfutbolista y entrenador croata. Jugaba de centrocampista, extremo y lateral izquierdo. Jugó en esta posición en la selección de fútbol de Croacia. Actualmente se encuentra sin equipo tras ser cesado por la Federación de fútbol croata de la Selección Sub-17 tras apoyar al Real Betis en la eliminatoria de Conference League que enfrentaba al club sevillano con el Dinamo de Zagreb.

## Trayectoria como futbolista
Jarni empezó a jugar a fútbol en el NK Cakovec, el club de su ciudad. Sin embargo, posteriormente fue fichado por el Hajduk Split en junio de 1985.
En febrero del año siguiente, Jarni debutó profesionalmente en el Hajduk Split, donde jugó hasta 1991, cuando llegó su pase al Associazione Sportiva Bari de la Serie A italiana.
Tras sus buenas actuaciones, fue transferido al Torino Football Club, y posteriormente a la Juventus FC, en 1993 y 1994 respectivamente.
En junio de 1995 comenzó su etapa más brillante como futbolista, al ser fichado por el Real Betis Balompié, club español de la ciudad de Sevilla, que milita en primera división de España. En Sevilla pasó 3 temporadas, jugando 98 partidos y convirtiendo 20 goles, una cifra nada despreciable para un lateral, llegando a ser el máximo asistente de primera división de España en la temporada 1996-97.
Tras un fichaje fantasma por el Coventry City Football Club inglés en verano de 1998, fichó por el Real Madrid en ese mismo momento, donde jugó un año. Al término del mismo Jarni pasó a la Unión Deportiva Las Palmas, de la segunda división de España, con la que conseguiría el ascenso a Primera.
En 2001 fue traspasado al Panathinaikos FC de Grecia, que sería su último club, ya que decidió retirarse una vez consumada la eliminación croata en el Mundial de Corea-Japón 2002.
Desde su retirada se ha iniciado en la parcela técnica del fútbol, actuando como segundo entrenador del Hajduk Split y accediendo a la titularidad del banquillo de dicho club en noviembre de 2007, tras la dimisión de Sergio Kresic.

### Selección nacional
Se consagró campeón de la Copa Mundial de Fútbol Sub-20 de 1987 jugando para la selección juvenil de Yugoslavia.
A nivel absoluto, Jarni disputó tres veces la Copa Mundial de Fútbol pero representando a dos países distintos: la primera vez fue jugando para Yugoslavia en el Mundial de Italia 1990, y las dos siguientes fue jugando para Croacia en los Mundiales de Francia 1998 y Corea-Japón 2002.
Asimismo estuvo presente en la Eurocopa 1996 y en la Copa Internacional Rey Hassan II de 1996.
Para los yugoslavos disputó 7 partidos en los que anotó 1 gol -en un partido ante Dinamarca por la clasificación para la Eurocopa 1992-, mientras que para los croatas disputó 80 partidos en los que anotó 1 gol -en la victoria ante Alemania en los cuartos de final de la Copa Mundial de 1998-.

## Trayectoria como futsalista
Una vez retirado del fútbol jugó al fútbol sala en el MNK Split entre 2002 y 2007, llegando a disputar la Copa de la UEFA .
En 2003 fue convocado para integrar la selección de fútbol sala de Croacia, convirtiéndose así en el primer jugador croata en representar internacionalmente a su país en fútbol y futsal.

## Clubes

### Como jugador
| Club                | País       | Año       |
| ------------------- | ---------- | --------- |
| Hajduk Split        | Yugoslavia | 1986-1991 |
| AS Bari             | Italia     | 1991-1993 |
| Torino FC           | Italia     | 1993-1994 |
| Juventus FC         | Italia     | 1994-1995 |
| Real Betis Balompié | España     | 1995-1998 |
| Real Madrid CF      | España     | 1998-1999 |
| UD Las Palmas       | España     | 1999-2001 |
| Panathinaikos FC    | Grecia     | 2001-2002 |

### Como entrenador
| Club                | País                 | Año       |
| ------------------- | -------------------- | --------- |
| Hajduk Split        | Croacia              | 2007-2008 |
| NK Istra 1961       | Croacia              | 2010-2011 |
| FK Sarajevo         | Bosnia y Herzegovina | 2013-2014 |
| Pécsi Mecsek FC     | Hungría              | 2014-2015 |
| Puskás Akadémia FC  | Hungría              | 2015-2016 |
| Selección Sub-19    | Croacia              | 2017-2018 |
| Selección Sub-20    | Croacia              | 2018-2019 |
| NorthEast United FC | India                | 2019-2020 |
| Selección Sub-17    | Croacia              | 2022-2024 |

## Títulos

### Campeonatos internacionales
- 1 Copa Intercontinental (Real Madrid, 1998)

### Campeonatos nacionales
- 1 Liga Italiana (Juventus, temporada 1994/1995)
- 1 Copa Italiana (Juventus, temporada 1994/1995)
- 1 Copa Croata (Hajduk Split, temporada 1990/1991)

## Otros datos
El número 17, su dorsal en el Real Betis, fue un símbolo para muchos béticos que le tuvieron como un ídolo y ésta es la razón por la que jugadores como Joaquín escogieran dicho de dorsal en honor a Robert Jarni.[cita requerida]